# Ла-Лінеа-де-ла-Консепсьйон
Ла-Лінеа-де-ла-Консепсьйон (ісп. La Línea de la Concepción) — муніципалітет в Іспанії, у складі автономної спільноти Андалусія, у провінції Кадіс. Населення — 64 645 осіб (2010).
Муніципалітет розташований на відстані близько 490 км на південь від Мадрида, 95 км на південний схід від Кадіса.

## Демографія
Динаміка населення (INE ):

## Галерея зображень

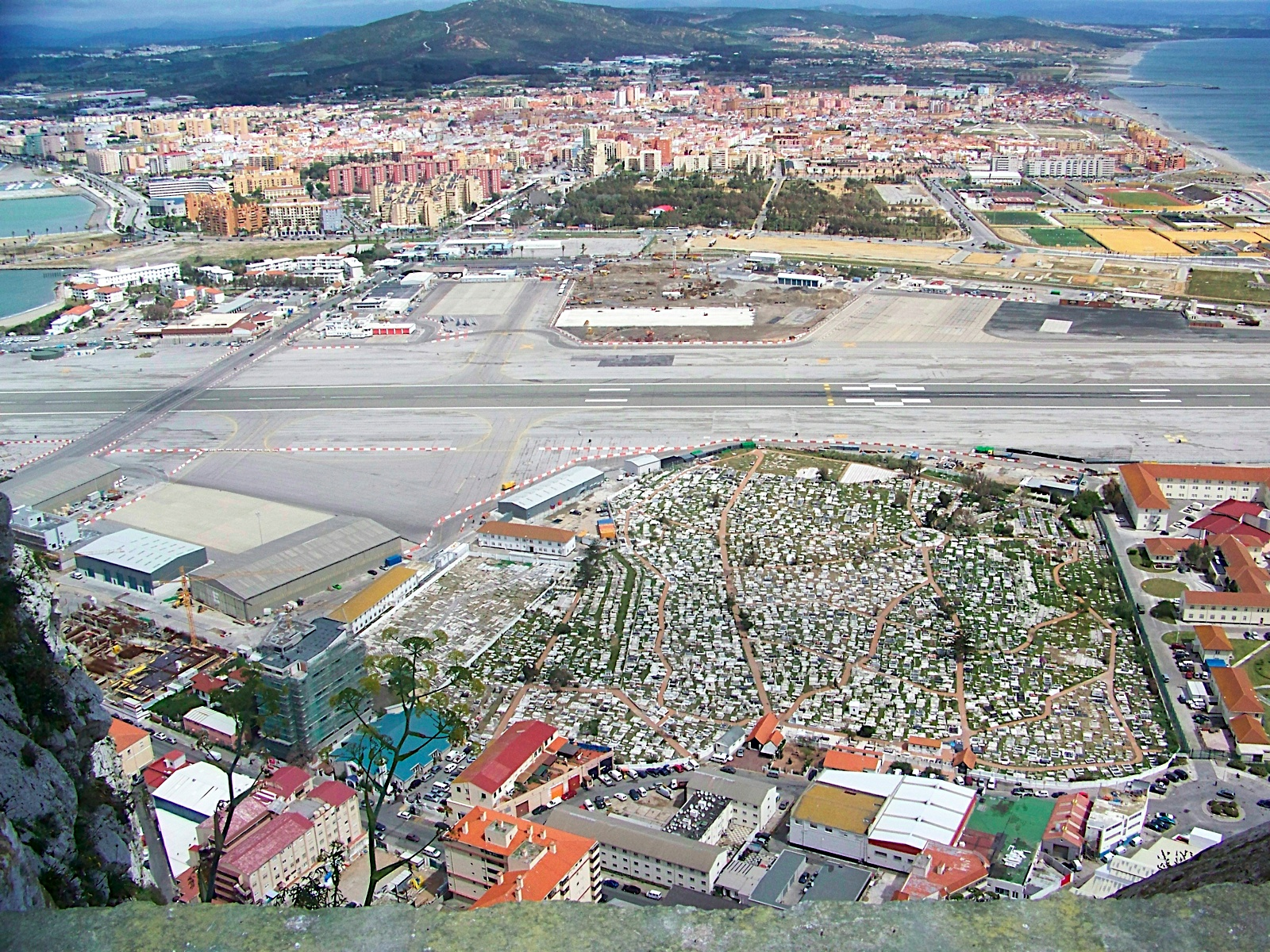
Ла-Лінеа-де-ла-Консепсьйон
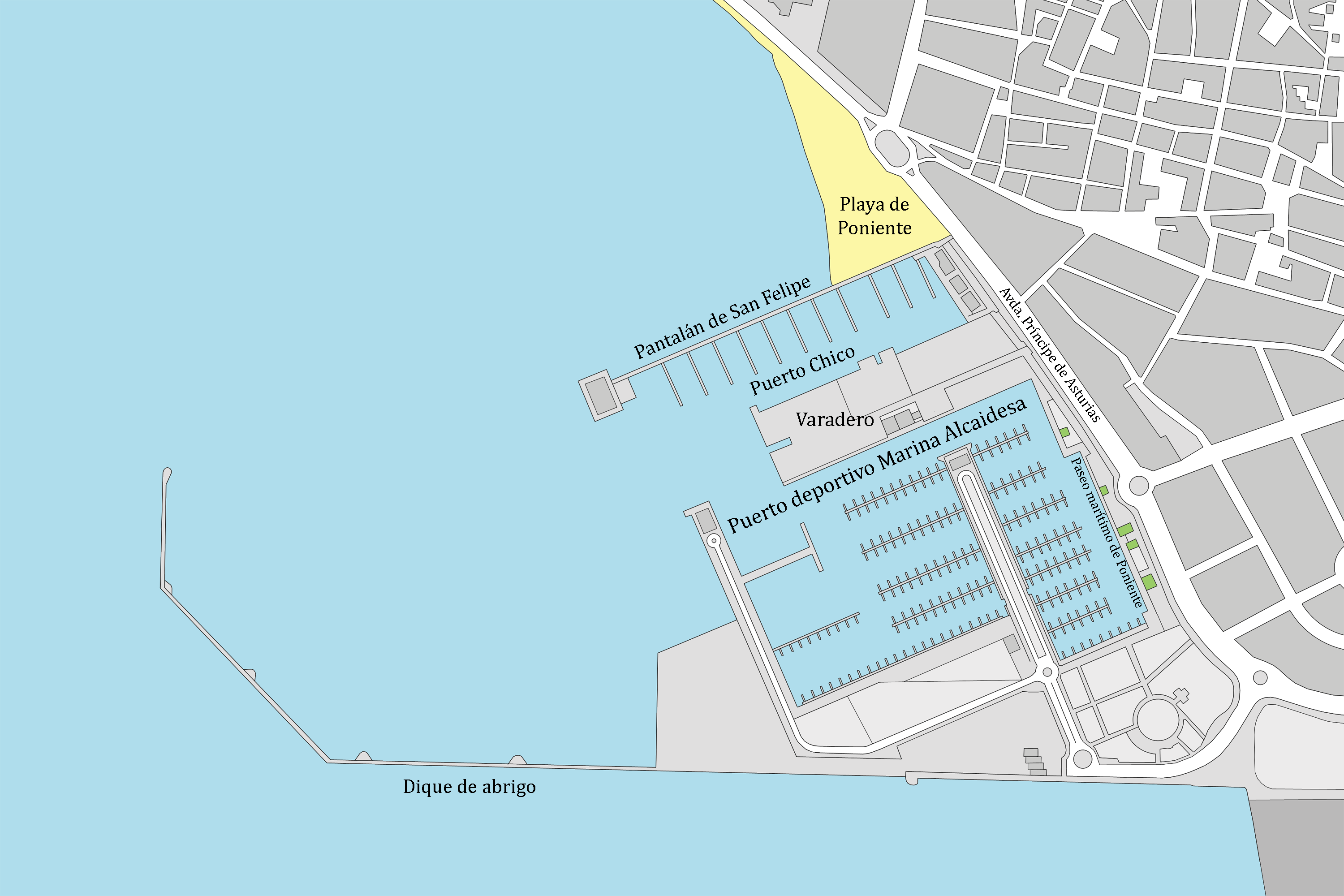
Порт міста Ла-Лінеа-де-ла-Консепсьйон
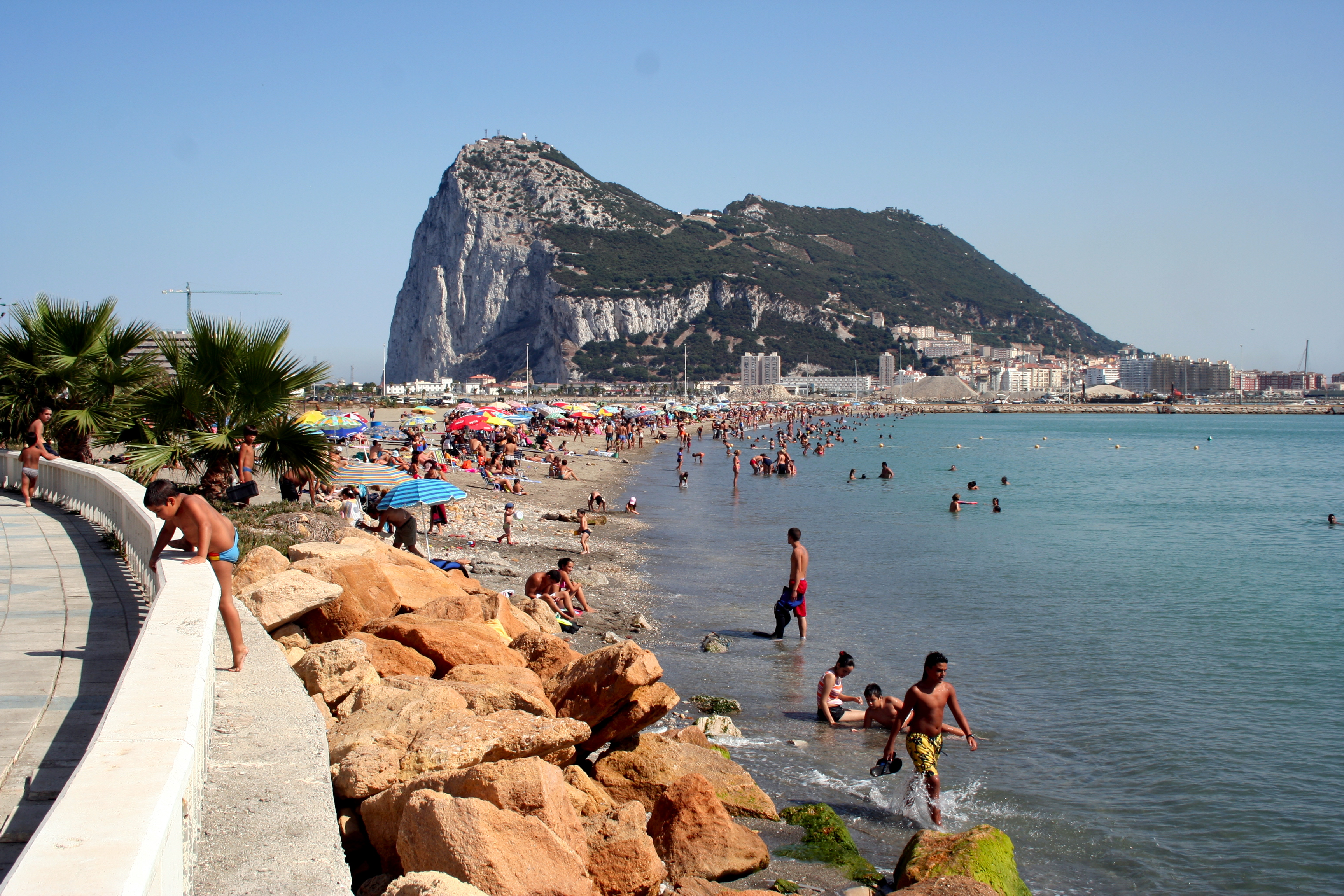
Пляж Поньєнте
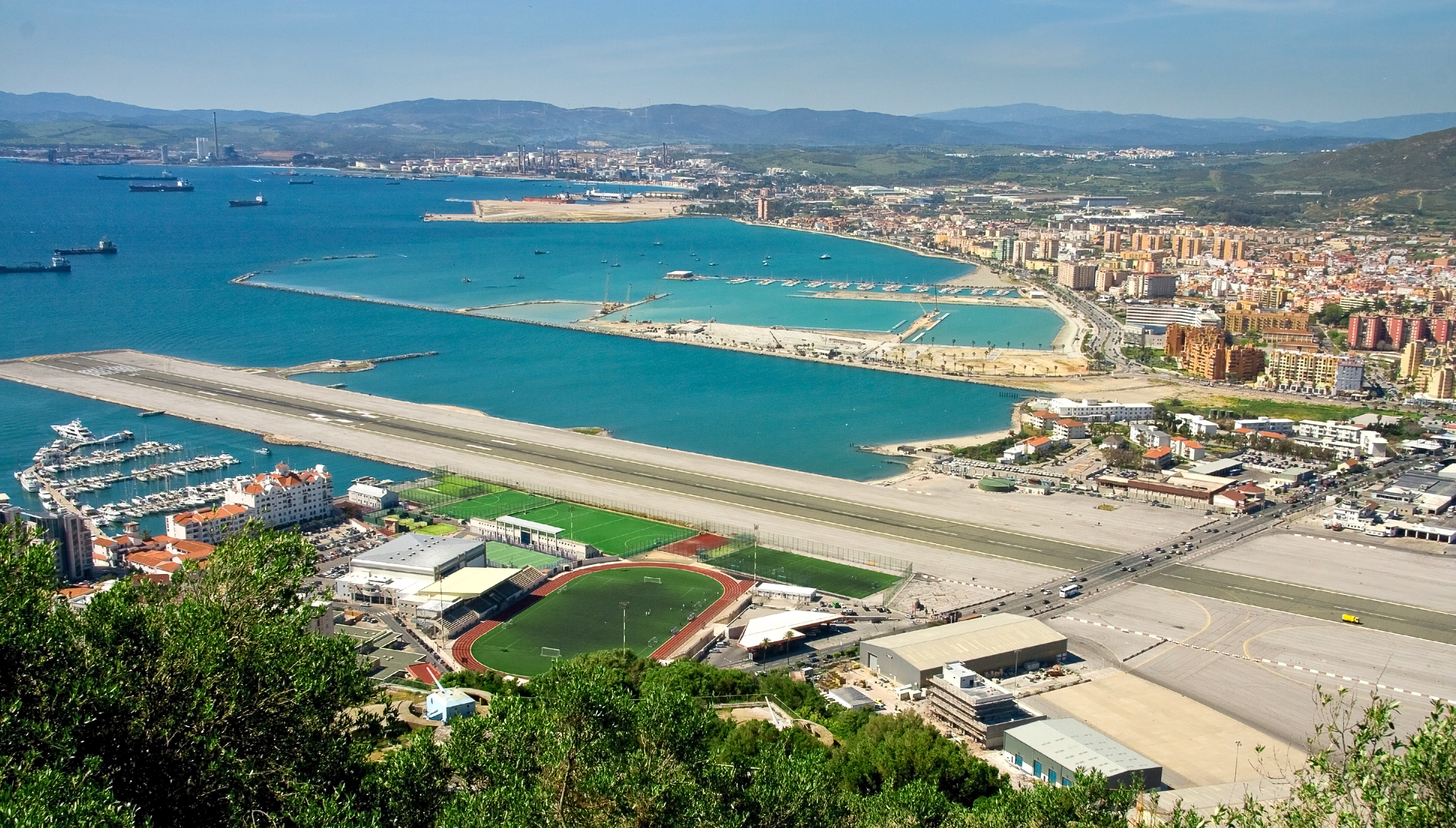
Порт Ла-Лінеа